# Paus Adrianus III
Adrianus III, of: Hadrianus III (Rome, geboortedatum onbekend - San Cesario sul Panaro (Modena), september 885) was paus van 17 mei 884 tot en met september 885. Hij stierf in Modena (Italië) tijdens een reis naar Worms, dat in het huidige Duitsland ligt.
Cursief: tegenpaus